# Malagoniella magnifica
Malagoniella magnifica là một loài bọ cánh cứng trong họ Bọ hung (Scarabaeidae).